# Zone de secours Fluvia
Pour les articles homonymes, voir Fluvia (homonymie).
La zone de secours Fluvia, en néerlandais Hulpverleningszone Fluvia, est l'une des 34 zones de secours de Belgique et l'une des quatre zones de la province de Flandre-Occidentale.

## Caractéristiques

### Communes protégées
La zone de secours  couvre les 14 communes suivantes: 
Anzegem, Avelgem, Deerlijk, Harelbeke, Courtrai, Kuurne, Ledegem, Lendelede, Menin, Espierres-Helchin, Waregem, Wevelgem, Wielsbeke et Zwevegem.

## Casernes
Voir aussi: Liste des services d'incendie belges
La zone dispose de 21 casernes: Aalbeke, Anzegem, Avelgem, Beveren, Bissegem, Courtrai, Deerlijk, Espierres-Helchin, Harelbeke, Heule, Gullegem, Kuurne, Ledegem, Lendelede, Menin, Moorsele, Waregem, Wervik, Wevelgem, Wielsbeke et Zwevegem